# Ferrarisia eugeniae
Ferrarisia eugeniae är en svampart som beskrevs av Syd. 1929. Ferrarisia eugeniae ingår i släktet Ferrarisia och familjen Parmulariaceae.   Inga underarter finns listade i Catalogue of Life.